# Kasımpaşa

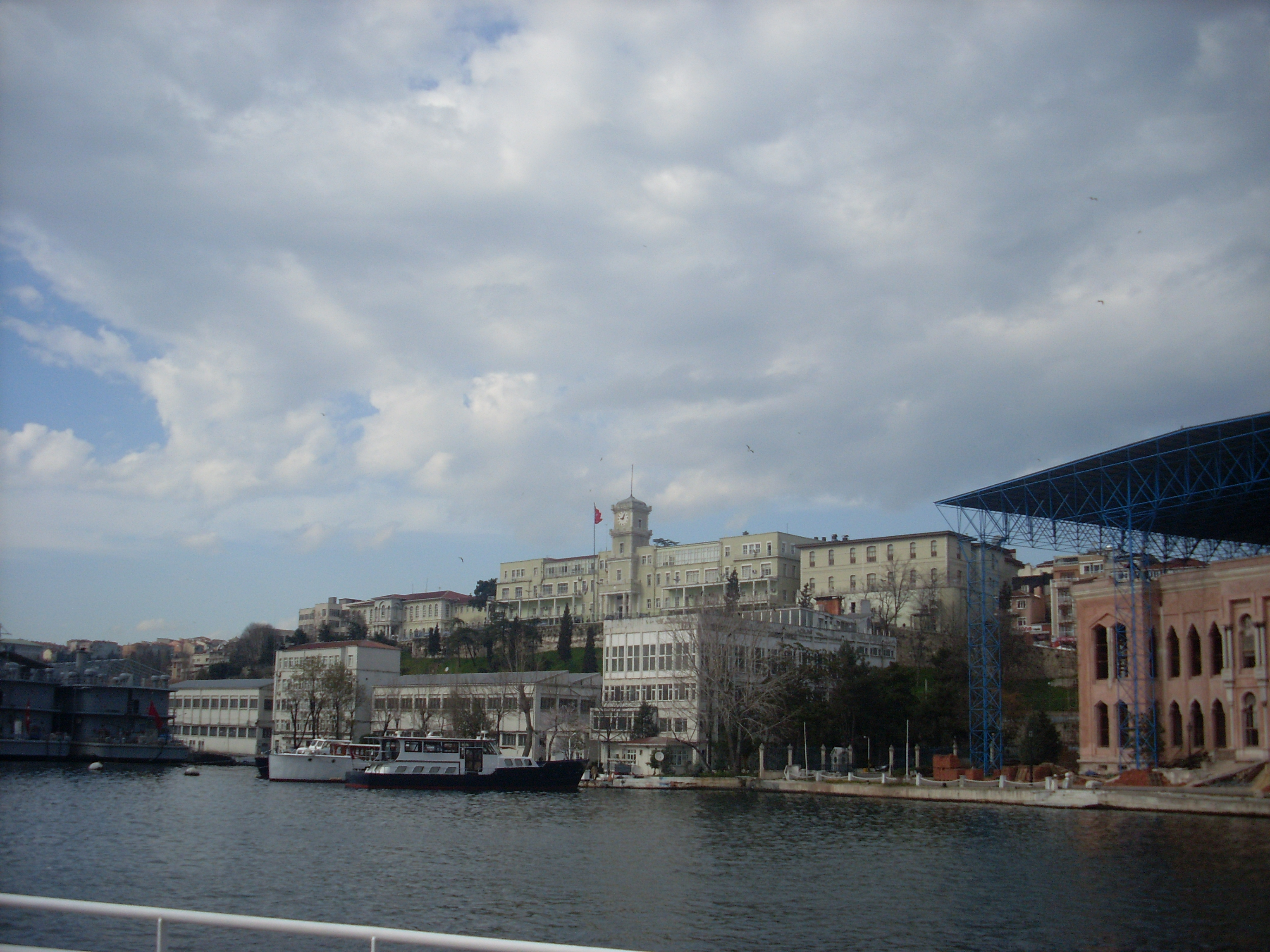
Quartier Kasımpaşa du district Beyoğlu à Istanbul, le long de la rive nord de la Corne d'or, avec les bâtiments du ministère de la Marine ottomane (à droite) et de l'hôpital naval ottoman (centre), qui sont actuellement utilisés par la marine turque.

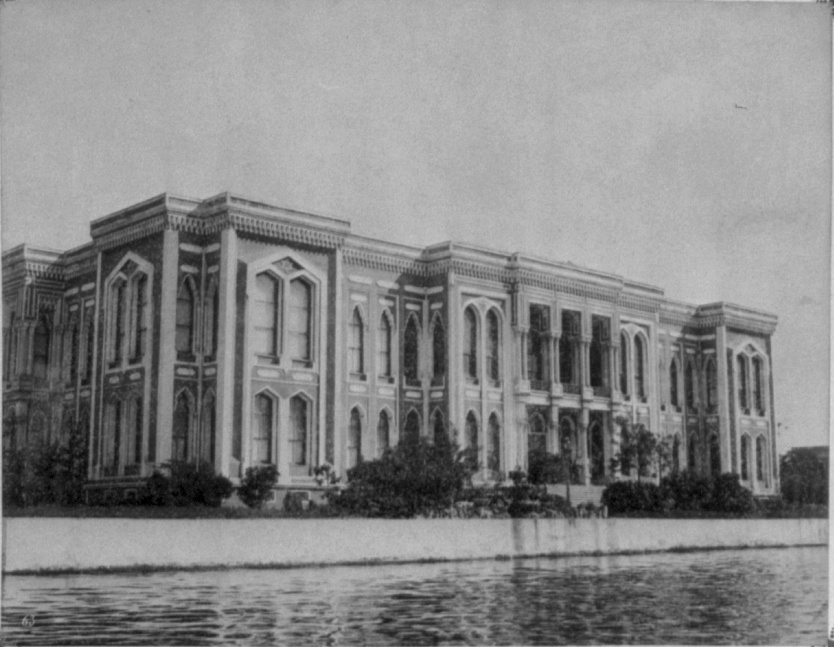
Le ministère ottoman de la marine (Bahriye Nezareti) dans le quartier de Kasımpaşa est actuellement le siège du commandement de la zone de la mer du Nord (Kuzey Deniz Saha Komutanlığı) de la marine turque.

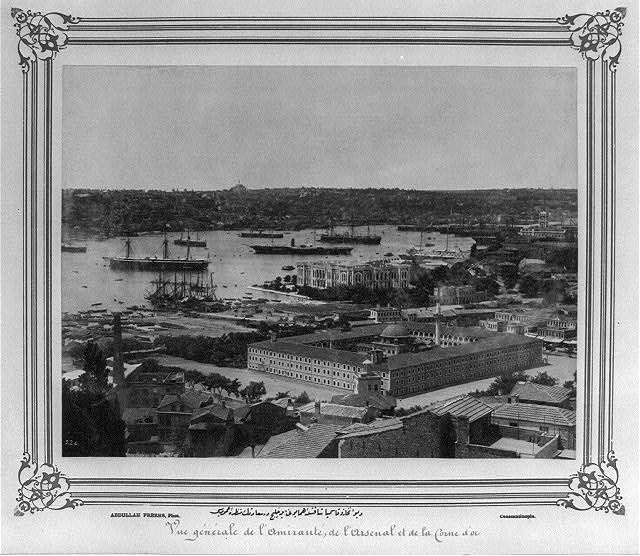
Kasımpaşa à la fin du XIXe siècle.

Kasımpaşa est un quartier du district de Beyoğlu à Istanbul, en Turquie. C'est une zone basse au nord de la Corne d'Or, du côté européen de la ville. Les quartiers voisins incluent Dolapdere et Kurtuluş . 

## Histoire
Kasımpaşa est l'une des plus anciennes zones résidentielles d'Istanbul avec une forte tradition navale. Les navires du Sultan Mehmed II ont navigué dans la Corne d'Or à partir de ce quartier. Après la chute de Constantinople, Kasımpaşa a prospéré. Au XVIe siècle, il contenait l'arsenal impérial et les quais de la marine ottomane, qui abrite 120 navires. Alors que l'Empire déclinait, la cour est devenue négligée. À la fin du XIXe siècle, la flotte ottomane était loin de ses jours de gloire en tant que puissance maritime majeure entre le XVe et le XIXe siècle (jusqu'au règne du sultan Abdülaziz entre 1861 et 1876, lorsqu'en 1875 la marine ottomane possédait 21 cuirassés et 173 navires de guerre d'autres types, se classant comme la troisième plus grande marine au monde après les marines britannique et française. La grande taille de la marine est devenue un fardeau financier pour le trésor ottoman après la crise économique de 1875 (qui a déclenché la grande crise orientale dans les provinces balkaniques de l'Empire ottoman. ) Plus tôt, en 1821, une grande partie du quartier de Kasımpaşa a été détruite par un incendie. Aujourd'hui, l'ancien arsenal est un quai de réparation desservant des cargos, des ferries et une petite compagnie maritime. 
Le lycée naval turc a été fondé en 1773 pour enseigner la géométrie et la navigation aux capitaines de marine et civils à bord d'un galion ancré à Kasımpaşa. L' Académie navale turque a été installée à Kasımpaşa de 1838 à 1850. Après l' armistice de Mudanya, l'ancien bâtiment du ministère ottoman de la Marine (Bahriye Nezareti) à Kasımpaşa est devenu le siège du commandement naval d'Istanbul le 14 novembre 1922. 
Lors des émeutes de 1955, des habitations grecques à Kasımpaşa ont été attaquées et pillées. 

## Culture et vie contemporaine
Dans les premières années de la République, la zone de la Corne d'Or est devenue moins populaire. Dans les années 1950 et 1960, Kasimpasa était un quartier ouvrier, en particulier pour les marins et les personnes travaillant dans le port. Au début du XXIe siècle, la municipalité métropolitaine d'Istanbul a commencé à investir dans le quartier en construisant un nouveau stade, un complexe sportif, une piscine, une bibliothèque et des installations de loisirs sociaux sur les rives de la Corne d'Or, avec des installations de remise en forme et de santé accessibles au public. 
Au-dessus de la plage se trouve Ok Meydanı, où les sultans pratiquaient le tir à l'arc. Plusieurs colonnes de marbre commémorent des clichés sensationnels de divers sultans. La place a un namazgah, un espace de prière en plein air. 
Le quartier est devenu synonyme du club de football local Kasımpaşa Spor Kulübü, qui joue dans le Süper Lig. Ses matchs à domicile se jouent au stade Recep Tayyip Erdoğan 13 500 places, du nom du président turc Recep Tayyip Erdoğan, né à Kasımpaşa et qui a fréquenté l'école primaire de Piyale. 
Kasımpaşa est la propriété la moins valorisée du conseil de monopole d' Istanbul. 